# 彼得·科恩克
彼得·科恩克（德語：Peter Kohnke，1941年10月9日—1975年4月3日），德国男子射击运动员。他曾代表德国联队、西德参加1960年和1968年夏季奥林匹克运动会射击比赛，其中1960年奥运会获得一枚金牌。